# Huta Puli (Kotanopan)
Huta Puli is een bestuurslaag in het regentschap Mandailing Natal van de provincie Noord-Sumatra, Indonesië. Huta Puli telt 170 inwoners (volkstelling 2010).